# Rimske kratice

## Osobna imena (preanomina)
- A. = Aulus
- App. = Appius
- C. = Gaius
- Cn. = Gnaeus
- D. = Decimus
- K. = Kaeso
- L. = Lucius
- M. = Marcus
- M'. = Manius
- Mam. = Mamercus
- N. ili Num.= Numerius
- P. = Publius
- Q. = Quintus
- S. ili Sex. = Sextus
- Ser. = Servius
- Sp.= Spurius
- T. = Titus
- Ti. ili Tib. = Tiberius

Preanomina se pišu neskraćeno kad stoje sama, ali kad se uz njih nalaze i ostali dijelovi imena (nomen gentile i cognomen), pišu se kraticom. Primjerice: Marcus venit, ali M. Tulius Cicero venit

## Nazivi za službe
- Aed. = aedilis
- Cos. = consul
- Coss. = consules
- X vir. = decemvir
- Imp. = iperator
- Leg. =Legatus
- Pont. Max. = pontifex maximus
- Pr. = praetor
- Praef. = praefectus
- Proc. = proconsul
- Tr. Pl. = tribunus plebis

## Ostale kratice
- A. D. = ante diem
- A. U. C. = ab urbe condita
- D. = divus
- D. M. = Dis Manibus
- F. = filius
- F. C. = faciendum curavit
- HS = I I S = 2 sestertius
- H. S. E. = his situs est
- Id. = Idus
- K. ili Kal = Kalendae
- N. = nepos
- Non. = Nonae
- P. = pater
- P.C. = patres conscripti
- P. P. = pater patriae
- P.S. = plebis scitum
- Quir. = Quirites
- Resp. = res publika
- S. = senatus
- S.c. = senatus consultum
- S.P.F. = sua pecunia fecit
- S.P.Q.R. = senatus populusque Romanus
- V.S.L.M. = votum solvit libens merito

## Kratice u pismima
- S. = salutem
- S. D. = salutem dicit
- S. P. D. = salutem plurimam dicit
- S. V. B. E. E. V. = Si vales, bene est, ego valeo.
- V. = Vale!

## Danas uobičajene kratice
- a. = anno
- a. a. = ad acta
- a. c. = anni currentis
- a. m. = ante meridiem
- c. = caput
- cand. = candidatus
- cf. = confer
- etc. = et cetera
- h. a. = huius anni
- h. t. = hoc tempore
- l. = liber
- l. c. = loco citato
- l. s.  = locus sigilli
- m. p. = manu propria
- M. S. = manu scriptus (liber)
- M. U. Dr. = medicinae universae doctor
- N. B. ili NB. = Nota bene!
- N. N. = Numerius Negidius
- p. = pagina
- p. m. = post meridiem
- p. t. = pleno titulo
- sc. = scilicet
- sq. i sqq. = sequens i sequentia
- stud. = studiosus
- s. v. = sub voce
- t. t. = terminus technicus
- v. = vide!